# Grotella olivacea
Grotella olivacea là một loài bướm đêm thuộc chi Grotella, trong họ Noctuidae.Loài này được tìm thấy ở Bắc Mỹ, bao gồm New Mexico, nơi đặc trưng của nó.